# Juramento Papal (catolicismo tradicionalista)
O Juramento Papal é um juramento tido como verdadeiro pelos católicos tradicionalistas cujo texto devia ser recitado pelos papas da Igreja Católica começando com o Papa São Agatão, que foi eleito em 27 de Junho de 678. Alega-se que mais de 180 papas, inclusive o Papa Paulo VI, fizeram o juramento durante a sua coroação. O Papa João Paulo I, João Paulo II, Bento XVI e Francisco, que não fizeram cerimônias de coroação, também não fizeram o juramento.
Alega-se nele que os papas prometiam nunca inovar ou mudar qualquer coisa da doutrina católica revelada por Cristo. Alguns confundem o juramento papal com o juramento contra o modernismo que o Papa Pio X ordenou que aqueles que exercem certos serviços na Igreja fizessem. 
O Juramento Papal parece ser baseado num texto histórico conservado no Liber Diurnus Romanorum Pontificum, uma coleção de formulários para enviar correspondências ou decretos, alguns dos quais podem até mesmo ser anteriores ao pontificado do Papa Gregório I (590-604), enquanto outros são do século VIII ou IX.
Esse texto histórico tem forma de uma profissão de fé, dirigida a São Pedro, enquanto o "Juramento Papal", na versão portuguesa, dirige-se a Cristo ou a Deus (fala do "Teu juizo divino").
Embora a coletânea do Liber Diurnus foi utilizada na chancelaria papal até o século XI, o conteúdo da profissão de fé mostra que esse formulário pode ter sido usado apenas em algum momento no curto período entre a eleição do Papa Cónon (686-687) e do Papa Zacarias (741-752). A profissão de fé cita o Terceiro Concílio de Constantinopla (680-681) como tendo sido realizada recentemente, indicando que surgiu nesse período provavelmente. A profissão de fé também refere-se ao Papa Agatão (678-681), que haveria sido o autor do "Juramento Papal", como já estando morto.  

## Texto em latim do "Juramento"
Ego promitto Nihil de traditione quod a probatissimis praedecessoribus meis servatum reperi, diminuere vel mutare, aut aliquam novitatem admittere; sed ferventer, ut vere eorum discipulus sequipeda, totia viribis meis conatibusque tradita conservare ac venerari.
 Si qua vero emerserint contra disciplinam canonicam, emendare; sacrosque Canones et Constituta Pontificum nostrorum ut divina et coelestia mandata, custodire, utpote tibi redditurum me sciens de omnibus, quae profiteor, districtam in divino judicio rationem, cuius locum divina dignatione perago, et vicem intercessionibus tuis adjutus impleo. Si praeter haec aliquid agere praesumsero, vel ut praesumatur, permisero, eris mihi, in illa terribili die divini judicii, depropitius
 Unde et districti anathematis interdictionis subjicimus, si quis unquam, seus nos, sive est alius, qui novum aliquid praesumat contra huiusmodi evangelicam traditionem, et orthodoxae fidei Christianaeque religionis integritatem, vel quidquam contrarium annintendo immutare, sive subtrahere de integritate fidei nostrae tentaverit, vel auso sacrilego hoc praesumentibus consentire..

## Texto em português
Eu prometo não diminuir ou mudar nada daquilo que encontrei conservado pelos meus probatíssimos antecessores e de não admitir qualquer novidade, mas de conservar e de venerar com fervor, como seu verdadeiro discípulo e sucessor, com todas as minhas forças e com todo empenho, tudo aquilo que me foi transmitido.
 De emendar tudo quanto esteja em contradição com a disciplina canônica e de guardar os sagrados cânones e os decretos dos nossos Pontífices, os quais são mandamentos divinos e celestes, (estando eu) consciente de que deverei prestar contas diante do (Teu) juízo divino de tudo aquilo que eu professo; Eu que ocupo o teu lugar por divina designação e o exerço como teu Vigário, assistido pela tua intercessão. Se pretendesse agir diversamente, ou de permitir que outros o façam, Tu não me será propício naquele dia tremendo do divino juízo.
 Portanto, nós submetemos ao rigoroso interdito do anátema, se porventura qualquer um, ou nós mesmos, ou um outro, tiver a presunção de introduzir qualquer novidade em oposição à Tradição Evangélica, ou à integridade da Fé e da Religião, tentando mudar qualquer coisa concernente à integridade da nossa Fé, ou consentindo a quem quer que seja que pretendesse fazê-lo com ardil sacrílego."
Exceto o último parágrafo ("Portanto, nós submetemos ao rigoroso interdito …"), que não tem fundamento no texto histórico, o "Juramento Papal" parece ter origem na profissão de fé de época posterior ao Papa São Agatão.